# وتضحك الأقدار (فلم)
وتضحك الأقدار فيلم مصري إنتاج عام 1985 بطولة ليلي طاهر،سعيد صالح، محمد العربي ومن إخراج حسين عمارة .

## قصة الفيلم
يتزوج محمود من عايدة صاحبة الشركة التي تكبره في السن ويصبح مديرًا للشركة ويعين حبيبته ليلى سكرتيرة له بعد إقناعها أن في زواجه من عايدة مصلحة لكليهما لأنهما سيستفيدان من ثروتها، تتدهور العلاقة بين عايدة ومحمود وتتولى عايدة إدارة الشركة بنفسها، يدفع محمود لفتحى مبلغًا ضخمًا مقابل قتل عايدة.

## طاقم التمثيل
| - ليلى علوي: ليلى - محمد العربي: محمود - ليلى طاهر: عايدة - وحيد سيف - ليلى فهمي | - محمد التاجي - جمال حسني - حسن توتالة - عائشة الوعد - يونس شلبي: ضيف شرف |

## طقم عمل
| - إخراج : حسين عمارة - سيناريووحوار:- حسين عمارة. - مجدي كامل: مهندس الصوت - إبراهيم عبدالجيد: مسجل الصوت - جليلة الحريري: مساعد الصوت - أنور حنفي: مساعد الصوت - حسن إبراهيم: مساعد الصوت - جاسر جبر: مساعد الصوت - سعد عبدالرحمن: رئيس قطاع المعامل - ماجد موسى: مصحح الألوان | - مصر للإستوديوهات والإنتاج السينمائي (مصر للاستوديوهات): الطبع والتحميض - معامل مدينة السينما (مدينة السينما): إعداد الفيلم - صلاح عبدالحليم: مدير معمل مدينة السينما - نجيب إسكندر: مساعد مخرج - محمد عبدالحق: مساعد مخرج - خيري فرج: كلاكيت - بيتش فيلم إيجبت (إبراهيم أبوذكرى - وحيد رحمي): موزع فيديو - أفلام فؤاد جمجوم: موزع - جمال عبدالمنعم: ماكيير - مسعد مصطفى: مساعد ماكيير | - عبدالحليم عبدالجواد: مصفف الشعر - فاطمة بكري: مصفف الشعر - محمد الطباخ: مونتير - كمال فهمي: نيجاتيف - حنان الشربيني: مركب الفيلم - عائشة الوعد: غناء - محمد الموجي: الألحان - عبدالوهاب محمد: الأغاني - أفلام جمجوم: منتج - علي عمارة: منتج فني | - جمال حسني: مدير الإنتاج - محمد عمارة: مدير التصوير - فتحي إبراهيم: مساعد مصور - فتحي محمد علي: م. ديكور - حسين عبد العزيز: م. ديكور - علي أيوب: ريجيسير - كمال بسطاوي: مساعد ريجيسير - عادل الصيفى: مصور فوتوغرافيا - الشحري: العناوين - مديحة عقل: الملابس |